# Primera División de baloncesto 1968-69
La temporada 1968-69 de la Liga Española de Baloncesto fue la decimotercera edición de dicha competición. La formaron doce equipos equipos en un único grupo, jugando todos contra todos a doble vuelta. Los dos últimos clasificados descendían directamente a Segunda División, mientras que los puestos 9 y 10 disputaron una liguilla de promoción junto al tercero y cuarto de la Segunda División, para determinar qué dos equipos jugarían la temporada siguiente en la máxima categoría. Comenzó el 24 de noviembre de 1968 y finalizó el 20 de abril de 1969. El campeón fue por undécima vez el Real Madrid CF.

## Equipos participantes
| Equipo                 | Sede                   |
| ---------------------- | ---------------------- |
| FC Barcelona           | Barcelona              |
| Real Madrid CF         | Madrid                 |
| SD Kas Vitoria         | Vitoria                |
| CD Mataró              | Mataró                 |
| Club Juventud          | Badalona               |
| Atlético San Sebastián | San Sebastián          |
| CB Estudiantes         | Madrid                 |
| CB San José Irpen      | Badalona               |
| CD Manresa             | Manresa                |
| Club Bosco La Coruña   | La Coruña              |
| Picadero JC            | Barcelona              |
| RC Náutico             | Santa Cruz de Tenerife |

## Clasificación
| Pos. | Equipo                 | Pts. | PJ | G  | E | P  | GF   | GC   | Dif. | Clasificación o descenso             |
| ---- | ---------------------- | ---- | -- | -- | - | -- | ---- | ---- | ---- | ------------------------------------ |
| 1    | Real Madrid (C)        | 55   | 22 | 18 | 1 | 3  | 2032 | 1474 | +558 | Clasificado para la Copa de Europa   |
| 2    | Juventud Nerva         | 48   | 22 | 15 | 3 | 4  | 1649 | 1378 | +271 | Clasificado para la Recopa de Europa |
| 3    | Picadero Damm          | 48   | 22 | 16 | 0 | 6  | 1743 | 1514 | +229 |                                      |
| 4    | Kas                    | 42   | 22 | 14 | 0 | 8  | 1496 | 1386 | +110 |                                      |
| 5    | Estudiantes            | 36   | 22 | 12 | 0 | 10 | 1703 | 1623 | +80  |                                      |
| 6    | Atlético San Sebastián | 27   | 22 | 9  | 0 | 13 | 1218 | 1432 | −214 |                                      |
| 7    | Barcelona              | 25   | 22 | 8  | 1 | 13 | 1469 | 1527 | −58  |                                      |
| 8    | Mataró Molfort's       | 25   | 22 | 8  | 1 | 13 | 1582 | 1612 | −30  |                                      |
| 9    | San José Irpen         | 25   | 22 | 8  | 1 | 13 | 1661 | 1783 | −122 | Promoción de descenso                |
| 10   | Náutico                | 21   | 22 | 7  | 0 | 15 | 1265 | 1629 | −364 | Promoción de descenso                |
| 11   | Manresa Kan's          | 21   | 22 | 7  | 0 | 15 | 1414 | 1635 | −221 | Descenso                             |
| 12   | Bosco Revoltosa        | 19   | 22 | 6  | 1 | 15 | 1389 | 1628 | −239 | Descenso                             |

 Fuente: Linguasport
| Campeón 1968-69 |
| --------------- |
| Real Madrid     |

## Promoción de descenso
| Equipo 1          | Agr.    | Equipo 2           | Ida   | Vuelta |
| ----------------- | ------- | ------------------ | ----- | ------ |
| CP San José Irpen | 132–125 | UDR Pineda         | 69–57 | 63–68  |
| RC Náutico        | 141–119 | Club Fiber Urcelay | 77–45 | 64–74  |

## Máximos anotadores
| Pos. | Nombre              | Equipo | Puntos |
| ---- | ------------------- | ------ | ------ |
| 1.   | Charles Thomas      | SJO    | 563    |
| 2.   | Earl Beechum        | PIC    | 466    |
| 3.   | José Luis Sagi-Vela | EST    | 479    |